# César debe morir
César debe morir (italiano: Cesare deve morire) es una película italiana de 2012, dirigida por Paolo y Vittorio Taviani. Filmada en blanco y negro, está protagonizada por actores no profesionales, convictos de un penal de Roma.
Recibió el Oso de oro en el 62 Festival Internacional de Cine de Berlín y el David de Donatello a Mejor Película, entre otros premios.

## Sinopsis
La película comienza en la cárcel de Rebibbia, en Roma, donde un grupo de presos está representando Julio César, de Shakespeare. A continuación retrocede seis meses en el tiempo, y muestra el proceso de ensayos.

## Reparto
- Salvatore Striano: Bruto. (Continuó trabajando como actor luego de cumplir su condena).[1]
- Fabio Cavalli: director
- Giovanni Arcuri: César
- Antonio Frasca: Marco Antonio
- Juan Dario Bonetti: Decio
- Vincenzo Gallo: Lucio
- Rosario Majorana: Metelo
- Francesco De Masi: Trebonio
- Gennaro Solito: Lucio Cornelio Cina
- Maurilio Giaffreda: Octavio
- Cosimo Rega: Casio
- Pasquale Crapetti
- Francesco Carusone: adivino